# 日鉄鉱業泊岸炭鉱専用鉄道
日鉄鉱業泊岸炭鉱専用鉄道（にってつこうぎょうとまりきしたんこうせんようてつどう）とは、かつて樺太敷香郡泊岸村の泊岸駅から同楠山駅の間を結んでいた私鉄である。

## 路線
- 路線距離：泊岸駅 - 楠山駅間：9km
- 軌間：610mm

## 沿革
- 1938年1月：泊岸炭鉱開山により運行開始[1]。
- 1945年8月：ソ連軍が南樺太へ侵攻、占領し、駅も含め全線がソ連軍に接収される。

## 駅一覧
| 駅名   | 営業キロ | 接続路線 | 所在地 | 所在地 | 所在地 |
| ------ | -------- | -------- | ------ | ------ | ------ |
| 泊岸駅 | 0.0      | 樺太東線 | 樺太   | 敷香郡 | 泊岸村 |
| 楠山駅 | 9.0      |          | 樺太   | 敷香郡 | 泊岸村 |